# Масуџиро Нишида
Масуџиро Нишида (јап. 西田 満寿次郎) био је јапански фудбалер н тренер.

## Каријера
Током каријере играо је за Осака.
Био је тренер јапанске фудбалске репрезентације (1923. године).